# R38 (ZR-2)
La clase R38 (también conocida como la clase A) de dirigibles o aeronaves rígidas, fue diseñada para la Marina Real Británica durante los últimos meses de la I Guerra Mundial, destinada a tareas de patrulla de largo alcance sobre el Mar del Norte. Inicialmente iba a contar con al menos cuatro unidades. Esos cuatro dirigibles originalmente fueron solicitados por el Almirantazgo británico, pero los pedidos de tres de ellos (R39, R40 y R41) fueron cancelados después del armisticio con Alemania y los trabajos en el líder de la clase, el R38, continuaron sólo después de que la Armada de los Estados Unidos hubiera acordado comprarlo. 

## ElR38
El 23 de junio de 1921 realizó su primer vuelo, siendo el dirigible más grande del mundo. La designación estadounidense ZR-2 ya fue pintada en el casco antes de completar sus cuatro vuelos de prueba y en preparación para un vuelo de prueba final y entrega a Lakehurst. El 23 de agosto de 1921, el ZR-2 fue destruido por un fallo estructural mientras volaba sobre la ciudad de Hull y se estrelló en el Estuario Humber, matando a 44 de los 49 tripulantes a bordo. Este desastre provocó más muertes que el famoso desastre del LZ 129 Hindenburg que mató 35.

## Diseño y desarrollo
La clase R38 fue diseñada en respuesta a un requerimiento del Almirantazgo en junio de 1918 para una aeronave capaz de patrullar en un período de seis días, a distancias de hasta 300 kilómetros de la base, y a una altitud de hasta 22.000 pies (6.705 m. aprox.) aparte de tareas de exploración, se diseñó para transportar una gran carga de armamento, para permitir al dirigible funciones de escolta de buques de superficie. 
El contrato para el R38 fue otorgado a Short Brothers, seguido por los pedidos de otros tres dirigibles con el mismo diseño. La construcción del R38 comenzó en Cardington, Bedfordshire en febrero de 1919. Ciertas modificaciones tuvieron que realizarse en el diseño original para permitir la construcción del R38 en los galpones existentes. Como resultado, dos de los motores suministradores de energía fueron trasladados a los lados de la estructura para mantener la altura del diseño, el número de bolsas de gas se redujo de 16 a 14 y hubo menos anillos de viga alrededor de la envoltura.
Más tarde en 1919, varios pedidos de dirigibles fueron cancelados como medida económica en tiempos de paz, incluyendo los tres dirigibles de la clase R38 en el que los trabajos no habían comenzado: R39, R40 y R41. En una nueva ronda de recortes, la cancelación de la inconclusa R38 también parecía inminente, pero antes de que esto se llevara a cabo, el proyecto fue ofrecido en octubre a los Estados Unidos.
La Armada de los Estados Unidos había decidido que quería añadir dirigibles a su flota y originalmente intentó obtener algunos zeppelines alemanes como parte de las  indemnizaciones de guerra pero estos fueron deliberadamente destruidos por sus tripulaciones en 1919. Se realizó un pedido a la compañía Zeppelin para que una nueva nave (a ser pagada por los alemanes) se planeara construir en los Estados Unidos. Con la noticia de que había sido cancelada el R38 se investigó la posibilidad de comprarlo. En octubre de 1919, se alcanzó un acuerdo para su compra por $2.000.000 y el trabajo en el dirigible se reanudó. Los cambios incluían el requisito de disponer de la velocidad para amarre en mástil, que añade una tonelada de peso a los arcos, que luego fue balanceado con lastre en la parte trasera. Esta modificación, junto con el ahorro de peso en el diseño realizado hizo que la embarcación fuera débil en su estructura longitudinal. Los alemanes habían aumentado la altura ligeramente en sus zeppelines hacia el final de la guerra y parte de uno de ellos, el L 70, había sido recuperado del Mar del Norte después de que fuera derribado en agosto de 1918. Sin embargo no se dieron cuenta de que la maniobrabilidad de estos zeppelines fue deliberadamente restringida, sobre todo en la velocidad y la tensión de giro, debido a la estructura liviana.

## Historia operacional

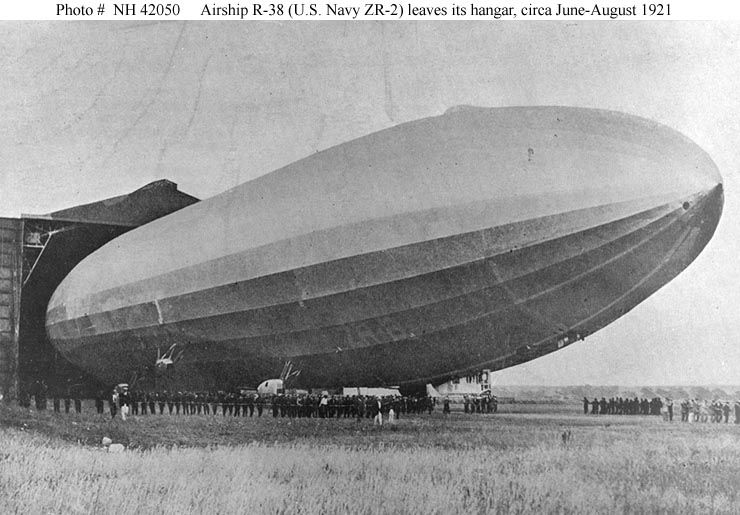
El R38/ZR-2 saliendo del hangar para realizar pruebas. Foto cortesía del Centro Histórico Naval de Estados Unidos.

El R38 realizó su primer vuelo el 23 de junio de 1921 registrado como R-38, pero con la insignia estadounidense ZR-2 pintada. Voló a RNAS Howden donde se realizó la conversión completa con los colores e insignias estadounidenses. Después de algunas modificaciones en el timón y elevadores, realizó un segundo vuelo de prueba el 17 de julio volando a Howden para ensayos de aeronavegabilidad y aceptación. Se realizaron en este vuelo algunas pruebas para reequilibrar las superficies de control que provocaron graves problemas de cabeceo. Cuando en el cobertizo en Howden, examinaron la estructura reveló daños en varias de las vigas. Fueron reemplazadas y otros se fortalecieron, pero cada vez se expresan más dudas sobre el diseño, incluyendo algunas realizadas por el Contraalmirante E. M. Maitland uno de los más experimentados comandantes de la base de Howden.
Tras una temporada de mal tiempo el dirigible fue finalmente retirado el 23 de agosto y en la madrugada despegó para su cuarto vuelo que tenía como destino RNAS Pulham, Norfolk, donde podría ser amarrado a un mástil, instalación de la que carecía Howden. Debido a nubes bajas fue imposible el amarre, por eso la aeronave dio la vuelta, dirección al mar con la intención de realizar algunas pruebas de velocidad y, a continuación, volver a Howden. Las pruebas de velocidad tuvieron éxito y como todavía había luz se decidió realizar algunas pruebas de timón de baja altura para simular los efectos del tiempo que aproximadamente se podría esperar en el cruce del Atlántico. A las 17:37, se aplicaron quince grados de timón sobre la ciudad de Hull. Testigos oculares informaron de pliegues en la parte baja de la envoltura y, a continuación, en ambos extremos. Seguido por un incendio en la proa y, a continuación, por una gran explosión que rompió las ventanas de una gran área. La estructura de la aeronave había fallado y cayó en las aguas poco profundas del estuario Humber. Dieciséis de los diecisiete estadounidenses y veintiocho de los treinta y dos británicos de la tripulación murieron. El único estadounidense que sobrevivió fue Rigger Norman C. Walker. Los cinco sobrevivientes iban en la sección de cola. Se levantó un monumento en recuerdo del suceso en Hull, Yorkshire.

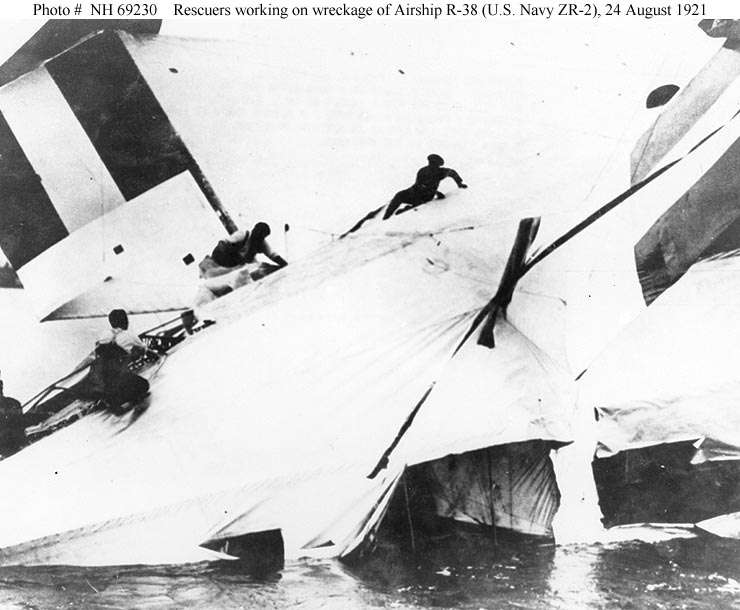
Rescatadores trepando por los restos.

La Comisión de investigación que fue convocada para investigar el desastre llegó a la conclusión de que ninguna parte del presupuesto se utilizó para realizar las pruebas de estrés ya que no se había colocado carga en la estructura durante las pruebas que sí se colocarían en un vuelo normal. Los efectos de las maniobras realizadas debilitaron el casco. No se culpó a nadie ya que no formaba parte de las atribuciones del Comité.

## Operadores
Estados Unidos
- Armada de los Estados Unidos

## Especificaciones (R38/ZR-2)

### Características generales
- Longitud: 212 m (695,5 ft)
- Envergadura: 26 m (85,3 ft)
- Planta motriz: 6×  Sunbeam Cossack III.
  - Potencia: 350 hp cada uno.

### Rendimiento
- Velocidad máxima operativa (Vno): 114 km/h
- Alcance: km
- Radio de acción: km
- Alcance en combate: km
- Alcance en ferry: km
- Techo de vuelo: 6.700 m.

### Armamento
- Ametralladoras:  24 en doce parejas (planeado)

- Cañones: 1× Cañón de 27 mm (planeado)
- Bombas: 4 × 236 kg / 8 x 105 kg (planeado)